# Fissidens bessouensis
Fissidens bessouensis là một loài Rêu trong họ Fissidentaceae. Loài này được Corb. mô tả khoa học đầu tiên năm 1912.